# American Hockey League 1940-1941
La stagione 1940-1941 è stata la 5ª edizione della American Hockey League, la prima dopo il cambio di nome ufficiale da International-American Hockey League. A partire da quest'anno tutte le formazioni nella stagione regolare giocarono 56 partite. La stagione vide al via nove formazioni e al termine dei playoff i Cleveland Barons conquistarono la loro seconda Calder Cup sconfiggendo gli Hershey Bears 3-2.

## Modifiche
- I Syracuse Stars lasciarono Syracuse e si trasferirono a Buffalo creando i Buffalo Bisons, formazione omonima rispetto a quella scioltasi nel 1936.

## Stagione regolare

### Classifiche
East Division
|  | Pos. | Squadra               | Pt | G  | V  | S  | N | GF  | GS  | DR  |
|  | ---- | --------------------- | -- | -- | -- | -- | - | --- | --- | --- |
|  | 1.   | Providence Reds       | 66 | 56 | 31 | 21 | 4 | 196 | 171 | +25 |
|  | 2.   | New Haven Eagles      | 62 | 56 | 27 | 21 | 8 | 179 | 153 | +26 |
|  | 3.   | Springfield Indians   | 61 | 56 | 26 | 21 | 9 | 157 | 149 | +8  |
|  | 4.   | Philadelphia Ramblers | 56 | 56 | 25 | 25 | 6 | 166 | 167 | -1  |

West Division
|  | Pos. | Squadra               | Pt | G  | V  | S  | N  | GF  | GS  | DR  |
|  | ---- | --------------------- | -- | -- | -- | -- | -- | --- | --- | --- |
|  | 1.   | Cleveland Barons      | 61 | 56 | 26 | 21 | 9  | 177 | 162 | +15 |
|  | 2.   | Hershey Bears         | 57 | 56 | 24 | 23 | 9  | 193 | 189 | +4  |
|  | 3.   | Pittsburgh Hornets    | 48 | 56 | 21 | 29 | 6  | 156 | 170 | -14 |
|  | 4.   | Buffalo Bisons        | 48 | 56 | 19 | 27 | 10 | 148 | 176 | -28 |
|  | 5.   | Indianapolis Capitals | 45 | 56 | 17 | 28 | 11 | 133 | 168 | -35 |

Legenda:

      Ammesse ai Playoff
Note:

Due punti a vittoria, un punto a pareggio, zero a sconfitta.

### Statistiche
Classifica marcatori
| Giocatore        | Squadra               | PG | Gol | Assist | Punti |
| ---------------- | --------------------- | -- | --- | ------ | ----- |
| Les Cunningham   | Cleveland Barons      | 56 | 22  | 42     | 64    |
| Fred Thurier     | Springfield Indians   | 41 | 29  | 31     | 60    |
| Glen Brydson     | Springfield Indians   | 54 | 20  | 36     | 56    |
| Ab DeMarco       | Providence Reds       | 55 | 20  | 34     | 54    |
| Wally Kilrea     | Hershey Bears         | 55 | 17  | 37     | 54    |
| Lloyd Roubell    | Pittsburgh Hornets    | 55 | 22  | 31     | 53    |
| George Patterson | New Haven Eagles      | 45 | 19  | 33     | 52    |
| Lude Wareing     | Philadelphia Ramblers | 55 | 24  | 25     | 49    |
| Bob Gracie       | Buffalo Bisons        | 53 | 22  | 26     | 48    |
| Herb Foster      | Philadelphia Ramblers | 53 | 24  | 22     | 46    |
|                  |                       |    |     |        |       |

Classifica portieri
| Giocatore    | Squadra                      | PG | MGS  |  |
| ------------ | ---------------------------- | -- | ---- |  |
| Chuck Rayner | Springfield Indians          | 36 | 2.29 |  |
| Phil Stein   | New Haven Eagles             | 53 | 2.53 |  |
| Harvey Teno  | 3 franchigie (PIT, CLE, BUF) | 30 | 2.70 |  |
| Phil McAtee  | 3 franchigie (PIT, SPR, HER) | 38 | 2.79 |  |
| Moe Roberts  | Cleveland Barons             | 48 | 2.84 |  |
|              |                              |    |      |  |

## Playoff
|  | Primo turno | Primo turno         | Primo turno        |                    |               | Semifinali    | Semifinali      | Semifinali |  |  | Calder Cup | Calder Cup | Calder Cup |  |
|  |             |                     |                    |                    |               |               |                 |            |  |  |            |            |            |  |
|  |             |                     |                    |                    |               | E1            | Providence Reds | 1          |  |  |            |            |            |  |
|  |             |                     |                    |                    |               | E1            | Providence Reds | 1          |  |  |            |            |            |  |
|  |             |                     | W1                 | Cleveland Barons   | 3             |               |                 |            |  |  |            |            |            |  |
|  |             |                     |                    | Cleveland Barons   | 3             |               |                 |            |  |  |            |            |            |  |
|  |             |                     |                    |                    |               |               |                 |            |  |  |            |            |            |  |
|  |             |                     |                    |                    |               |               |                 |            |  |  |            |            |            |  |
|  |             | Cleveland Barons    | Cleveland Barons   | 3                  |               |               |                 |            |  |  |            |            |            |  |
|  |             |                     |                    |                    |               |               |                 |            |  |  |            |            |            |  |
|  |             |                     | Hershey Bears      | Hershey Bears      | 2             |               |                 |            |  |  |            |            |            |  |
|  | E2          | New Haven Eagles    | Hershey Bears      | Hershey Bears      | 2             | 0             |                 |            |  |  |            |            |            |  |
|  | E2          | New Haven Eagles    |                    |                    |               |               |                 |            |  |  |            |            |            |  |
|  | W2          | Hershey Bears       | 2                  |                    |               |               |                 |            |  |  |            |            |            |  |
|  | W2          | Hershey Bears       | 2                  |                    | Hershey Bears | Hershey Bears | 2               |            |  |  |            |            |            |  |
|  |             |                     |                    |                    | Hershey Bears | Hershey Bears | 2               |            |  |  |            |            |            |  |
|  |             |                     | Pittsburgh Hornets | Pittsburgh Hornets | 1             |               |                 |            |  |  |            |            |            |  |
|  | E3          | Springfield Indians | Pittsburgh Hornets | Pittsburgh Hornets | 1             | 1             |                 |            |  |  |            |            |            |  |
|  | E3          | Springfield Indians |                    |                    |               |               |                 |            |  |  |            |            |            |  |
|  | W3          | Pittsburgh Hornets  | 2                  |                    |               |               |                 |            |  |  |            |            |            |  |

## Premi AHL
- Calder Cup: Cleveland Barons
- F. G. "Teddy" Oke Trophy: Cleveland Barons

### Vincitori
| Cleveland Barons | Portieri: Alfie Moore, Moe Roberts Difensori: Joe Jerwa, Bill MacKenzie, Larry Molyneaux, Fred Robertson Attaccanti: Dick Adolph, Ossie Asmundson, Oscar Aubuchon, Earl Bartholome, Bud Cook, Les Cunningham, Don Deacon, Joffre Desilets, Norm Locking, Jake Milford, Bill Summerhill Allenatore: Bill Cook |

### AHL All-Star Team
First All-Star Team
- Attaccanti: Norm Locking • Fred Thurier • Harry Frost
- Difensori: Doug Young • Bill MacKenzie
- Portiere: Mike Karakas

Second All-Star Team
- Attaccanti: Georges Mantha • Les Cunningham • Joffre Desilets
- Difensori: Frank Beisler • Fred Robertson
- Portiere: Chuck Rayner